# Când primăvara e fierbinte
Când primăvara e fierbinte este un film românesc din 1960 regizat de Mircea Săucan. Rolurile principale au fost interpretate de actorii Ernest Maftei, Mircea Bașta, Eugenia Bosînceanu. Filmul a fost retras de la difuzare de către cenzura comunistă.

## Prezentare
Un ostaș se întoarce de pe front în permisie, în satul natal, unde toți îl credeau mort, și descoperă că fusese înlocuit de femeia iubită. Este momentul în care se anunță împroprietărirea, țăranii nefiind foarte convinși de posbilitatea de a-și lua pământurile din mâinile boierului Udrea, care nici el nu pare dispus să le ofere din proprie inițiativă.

## Distribuție
Distribuția filmului este alcătuită din:
- Matei Alexandru — Udrea
- Antoaneta Ionescu — Ileana
- Mihai Mereuță — Onofrei
- Gavril Tănase — Moș Ion
- Eugenia Bosînceanu — Ana
- Alexandru Vasiliu
- Simion Negrilă
- Olga Tudorache — Valeria Viforeanu
- Gheorghe Novac — Costandache
- Emil Botta — Ștefan Viforeanu
- George Iliescu
- Ernest Maftei — Tică
- Ion Damian
- Sandu Sticlaru — Bujor
- Ștefan Mihăilescu-Brăila
- Margareta Chicoș
- Virginia Stoicescu
- Mircea Bașta — Grigore Godan

## Primire
Filmul a fost vizionat de 2.643.924 de spectatori în cinematografele din România, după cum atestă o situație a numărului de spectatori înregistrat de filmele românești de la data premierei și până la data de 31 decembrie 2014 alcătuită de Centrul Național al Cinematografiei.